# Heroes (Conchita Wurst-dal)
Az Heroes Conchita Wurst osztrák énekes negyedik kislemeze. 2014. november 8-án jelent meg a Sony Music Entertainmentnél. Ausztriában.
Az énekes nagy hangsúlyt fektetett a dal bemutatására és reklámozására, ugyanis hetekkel a premier előtt beharangozta követőinek a dalt.
A Heroes Conchita Wurst hamarosan megjelenő első albumának előfutára.

## A kislemez dalai és formátuma
- Digitális letöltés

1. Heroes – 3:43
2. Heroes – Instrumental – 3:43

## Megjelenések
| Ország   | Dátum             | Formátum           | Kiadó                    |
| -------- | ----------------- | ------------------ | ------------------------ |
| Ausztria | 2014. november 8. | digitális letöltés | Sony Music Entertainment |